# A Fever You Can't Sweat Out
A Fever You Can't Sweat Out é o álbum de estreia da banda estadunidense Panic! at the Disco, produzido por Matt Squire e lançado em 27 de Setembro de 2005 pelas gravadoras Fueled by Ramen e Decaydance. A banda foi formada em Las Vegas em 2004 e começou postando demos na internet, as quais chamaram a atenção de Pete Wentz, baixista do Fall Out Boy. Wentz contratou o grupo para sua gravadora, Decaydance.
O álbum foi gravado com baixo orçamento na SOMD! Studios em College Park, Maryland, em junho de 2005. Os membros da banda haviam se formado no ensino médio apenas um mês antes. Com letras escritas pelo guitarrista Ryan Ross, as músicas falam sobre questões sociais, como casamento, adultério, alcoolismo, transtornos mentais, prostituição e religião, que são citadas por todo o álbum. O álbum é esteticamente dividido em duas partes: a primeira é principalmente de pop punk com elementos eletrônicos, enquanto a segunda possui elementos tradicionais, com influência do pop barroco.
Após seu lançamento, A Fever You Can't Sweat Out se tornou um sucesso comercial. Seu segundo single, "I Write Sins Not Tragedies", chegou ao top 10 nos Estados Unidos. Ela ajudou a impulsionar as vendas no país, que chegaram a 1,8 milhão em 2011, sendo o disco mais bem vendido da banda. Apesar da vendagem, o álbum dividiu os críticos musicais, com muitos louvando as músicas contagiantes e outros questionando sua originalidade. O grupo promoveu o disco com restrições durante a Nintendo Fusion Tour antes de sua primeira turnê solo, a Nothing Rhymes with Circus Tour. Em 2015, o certificado desse disco chegou a dupla platina pela RIAA, devido às 2 milhões de cópias vendidas.

## Antecedentes
A banda foi formada em 2004 no subúrbio de Summerlin, Las Vegas, pelos amigos de infância Ryan Ross na guitarra e Spencer Smith na bateria. Os dois estudavam na Bishop German High School e começaram a tocar juntos na nona série. Eles convidaram seu amigo Brent Wilson da Palo Verde High School para se juntar a eles no baixo, e Wilson convidou seu colega de classe Brendon Urie para tocar guitarra. Eles começaram ensaiando na sala de estar da avó de Spencer. Urie, nascido em uma família mórmon de Las Vegas, muitas vezes deixava os ensaios para ir à igreja. Ross era originalmente o vocalista da banda, mas ao ouvir Urie cantando os backing vocals nos primeiros ensaios, eles unanimamente decidiram que ele seria o principal. Eles começaram como uma banda cover de blink-182.
A natureza monótona das bandas de Las Vegas os influenciaram a serem diferentes e criativos, e logo começaram a gravar demos experimentais. Ross e Urie as gravavam em seus laptops e postaram três delas ("Time to Dance", "Nails for Breakfast, Tacks for Snacks" e "Camisado") no PureVolume. Numa tentativa de sorte, eles mandaram um link para o baixista Pete Wentz, do Fall Out Boy, por uma conta no LiveJournal. Wentz, que na época estava em Los Angeles com o resto do Fall Out Boy trabalhando no seu primeiro álbum feito em uma grande gravadora, From Under the Cork Tree, dirigiu até Las Vegas para conhecer a banda. Após ouvir eles tocarem "duas ou três" músicas, ele ficou impressionado e imediatamente quis contratá-los para a Decaydance Records, seu selo na gravadora Fueled by Ramen, sendo os primeiros dela. Assim que saíram as notícias da contratação do Panic! (que nunca havia feito um show ao vivo) saíram, fãs na internet começaram a criticar a banda.
Enquanto isso, Wentz promovia a banda sempre que possível, usando camisetas escrito "Panic! at the Disco" durante shows e citando-os em entrevistas. Em uma festa de imprensa antes do MTV Video Music Awards de 2005, ele disse que tinha "algumas bandas que sairão em breve na Decaydance, uma chamada Panic! at the Disco. Seu álbum será o próximo favorito de vocês. Se chama A Fever You Can't Sweat Out." Quando assinaram o contrato, todos os membros da banda ainda estavam no ensino médio, com exceção de Ryan Ross, que foi obrigado a deixar a Universidade de Nevada, Las Vegas.

## Gravação e produção
Após completarem o ensino médio, os membros da banda entraram numa van e dirigiram de Las Vegas até College Park, Maryland, para gravarem o álbum. A Fueled by Ramen queria que eles fossem ao estúdio um ano antes, mas Ross estava na faculdade e os outros ainda estavam concluindo o ensino médio. Urie se formou em maio de 2005 e a banda adiou a gravação para junho. Smith e Wilson se formaram pela internet durante a produção do álbum. Eles escolheram o produtor Matt Squire, que havia produzido diversos álbuns independentes de bandas que os membros gostavam. A gravadora esperava que eles escolhessem Mike Green, que trabalhou com o Paramore em All We Know Is Falling. "Eu acho que a Crush Management e a Fueled by Ramen estavam tipo: 'quem é esse cara?'", disse Squire.
A Fever You Can't Sweat Out foi criado em apenas "três semanas e meia" - incluindo mixagem e masterização - com orçamento de 11 mil dólares. A banda entrou em estúdio com metade das músicas completas, enquanto as outras estavam em pré-produção. A gravação foi estressante: "Nós ficamos no estúdio por 14 horas por dia durante cinco semanas; nós provavelmente começamos a ficar um pouco fora de nosso normal", relembrou Ross durante uma entrevista em 2006. A banda vivia no porão de um quarto do estúdio durante a produção, com todos dormindo em beliches. "Todos estavam nervosos com todos", disse Ross. "Alguém escrevia uma nova parte da letra e outro alguém poderia dizer que não gostou dela apenas porque você havia comido o cereal dele naquela manhã." A voz de Brendon sumiu após a gravação terminar. Squire lembrou que a maioria das harmonias vocais foram gravadas em uma sessão. No fim da produção, a banda não teve um dia de folga e estavam exaustos, pois "tivemos dois meses para voltar pra casa e aprendermos a ser uma banda", segundo Ryan.

## Composição
O álbum é esteticamente dividido em duas metades, com a primeira parte usando instrumentos eletrônicos como sintetizadores e caixa de ritmos enquanto a segunda utiliza instrumentos tradicionais como acordeão e órgão. Elas são separadas por uma intermissão que serve de conexão entre as duas, começando com uma batida eletrônica de dance antes de passar para um interlúdio de piano. Squire disse que a banda teve "crise de identidade" enquanto escrevia novas músicas. As faixas mais voltadas para o dance foram criadas em Vegas, enquanto as bandas mais voltadas para o rock foram escritas quando eles entraram no estúdio. A banda não queria incluir as faixas de rock, mas o produtor os convenceu durante um almoço: "eu os levei pra almoçar e disse: 'por que não dizemos que a evolução criativa é parte do tema do álbum?'"
A qualidade ambiciosa do álbum representa o desejo da banda de "fazer o que quisermos", de acordo com Urie. Eles foram fortemente inspirados pelos grupos Third Eye Blind, Counting Crows, Arcade Fire e The Decemberists durante os ensaios. Urie citou especificamente The Beatles, Queen, The Smiths, Name Taken e a música "Everybody's Changing" do Keane como influências do álbum. Ele disse que "pegamos todas as nossas maiores influências, que ouvimos por causa de nossos pais, e as juntamos."
As letras são fortemente influenciadas pelo trabalho de Chuck Palahniuk. O nome da faixa "The Only Difference Between Martyrdom and Suicide Is Press Coverage" é uma fala do livro Survivor. "Time to Dance" conta a história de Invisible Monsters, e possui citações como "Give me envy, give me malice, give me your attention". Outras referências estão no próximo tópico. Wentz serviu de conselheiro ao grupo no conteúdo das letras: "ele sempre estava lá para nos ajudar com um verso aqui, um verso ali", disse Brendon. A banda percebeu que bandas da cena pop punk, como Fall Out Boy e Name Taken, usavam longos nomes para as faixas. Eles resolveram dar um passo a mais, criando títulos ainda mais longos parcialmente como uma piada interna. A música "I Constantly Thank God for Esteban" é uma referência a um infomercial da Esteban Guitars que o grupo achou engraçado.

### Detalhes e referências das músicas
- A faixa "Introduction", contém um exemplo de o que aparece ser numa rede de rádio com língua polaca. O orador diz "...spotkało się z szerokim rozgłosem", o que significa "...ganhou significativa popularidade."
- O título de "London Beckoned Songs About Money Written by Machines" é uma frase inspirada do livro Shampoo Planet de Douglas Coupland: "extremely torrid tunage from London beckoned-songs about money written by machines."
- O verso "just for the record, the weather today is...", de "London Beckoned Songs About Money Written by Machines" é uma frase recorrente no livro Diary de Chuck Palahniuk.
- A música "Camisado" contém severas referências no livro Fight Club de Chuck Palahniuk.
- "Camisado" é uma música inspirada na batalha do pai de Ryan Ross contra o alcoolismo.
- "Intermission" inclui um exemplo de uma adaptação gravada em voz do livro The War of the Worlds, de Orson Welles: "Due to circumstances beyond our control..."
- O título "I Write Sins Not Tragedies" foi inspirado na frase "What I write are not sins, I write tragedies.", do livro Shampoo Planet de Douglas Coupland.
- O verso "haven't you people ever heard of closing the god damn door?'" surgiu de uma fala do pai de Ryan. Ele, ao ver seu filho com a namorada no quarto, disse exatamente essas palavras. O verso "what a shame, the poor groom's bride is a whore" se refere ao fato de que essa mesma namorada traiu Ryan.[22]
- O título "Build God, Then We'll Talk" é uma citação de Chuck Palahniuk no livro Choke. A melodia da música é derivada do coro musical de "My Favorite Things" da sátira The Sound of Music. A letra também tinha como referência a sátira.
- As músicas "Lying is The Most Fun a Girl Can Have Without Taking Her Clothes Off" e "But it's Better if You Do" citam uma frase do filme "Closer", dita por Alice (Natalie Portman).

## Vendas
As vendas do álbum começaram relativamente devagar. Inicialmente, chegou a 112 na Billboard 200, mas depois chegou à 13° lugar. O álbum vendeu mais de dois milhões de cópias nos Estados Unidos. Ficou por 66 semanas na Billboard 200.

## Recepção
| Críticas profissionais | Críticas profissionais |
| Avaliações da crítica  | Avaliações da crítica  |
| Fonte                  | Avaliação              |
| ---------------------- | ---------------------- |
| AllMusic               | [ 24 ]                 |
| Drowned in Sound       | 6/10                   |
| Entertainment Weekly   | B                      |
| Melodic                | [ 27 ]                 |
| Mojo                   | [ 28 ]                 |
| Pitchfork Media        | 1.5/10                 |
| PopMatters             | 4/10                   |
| Rolling Stone          | [ 31 ]                 |
| The Skinny             | [ 32 ]                 |
| Stylus Magazine        | D                      |

A Fever You Can't Sweat Out dividiu os críticos de música na época do lançamento. Em 2014, a Billboard considerou o álbum como "um dos mais polarizadores de nosso tempo." Cory D. Byrom, do Pitchfork Media, foi provavelmente o mais negativo, criticando o estado do emo contemporâneo e lamentando a aparente falta de "sinceridade, criatividade, ou originalidade." Johnny Loftus do AllMusic foi igualmente negativo, escrevendo que "é uma banda que ama gravar - fazendo uma afirmação - mas não há nada de único nela, nem em sua fórmula nem na produção voraz e viciante." Lauren Gitlin da Rolling Stone elogiou a sonoridade do álbum, comentando que "o que faz o Panic diferente (e excelente) é o uso de sintetizadores de dance e caixa de ritmos, que resgata a loucura do álbum." A Kerrang!  foi positiva, avaliando com quatro de cinco estrelas. A Rolling Stone também fez uma avaliação positiva, dando três estrelas e meia de cinco. Webzines como Gigwise e Sputnikmusic foram igualmente positivas.
O single hit, "I Write Sing Not Tragedies", foi premiada como "Clipe do ano" no MTV Video Music Awards de 2006, vencendo os indicados Madonna, Christina Aguilera e Red Hot Chili Peppers. Em setembro de 2011, ela foi eleita como melhor clipe da década de 2000 pela MTV e foi a mais votada como Melhor Videoclipe de Toda a História numa votação online.

### Citações honrosas
A revista Rolling Stone incluiu o álbum na lista dos "40 Melhores Álbuns Emo de Todos os Tempos" em 2016, com James Montgomery como uma "impressão digital definidora de gênero" e comentou que "é difícil argumentar que não é uma fotografia de onde o 'emo' estava em 2005, incluindo os longos nomes de faixas."
| Ano  | Publicação    | País           | Colocação | Lista                                       |
| ---- | ------------- | -------------- | --------- | ------------------------------------------- |
| 2012 | Rock Sound    | Reino Unido    | 16        | 101 Clássicos Modernos                      |
| 2016 | Kerrang!      | Reino Unido    | 16        | Os 50 Melhores Álbuns de Rock dos Anos 2000 |
| 2016 | Rolling Stone | Estados Unidos | 39        | 40 Melhores Álbuns Emo de Todos os Tempos   |

## Relançamento em edição deluxe
Em 14 de novembro de 2006, o álbum foi relançado em uma edição "deluxe", embalado em uma caixa similar a caixa de charuto. O conjunto da caixa era estritamente limitado a 25 mil exemplares. No boxset foi incluso o álbum original em CD, um concerto ao vivo intitulado Live in Denver em DVD, cartões de imagem para cada música com letras impressas em cartões individuais, agenda da turnê de 2006, cartaz da banda, fotos de shows, um Fenacistoscópio, uma máscara em estilo circense, artigo de jornal falso e um caderno em branco. O DVD Live in Denver foi filmado em Denver em 22 de julho de 2006.

## Lista de Faixas
Todas as letras foram escritas por Ryan Ross; todas as músicas foram compostas por Brendon Urie, Ryan Ross e Spencer Smith.
| A Fever You Can't Sweat Out – Faixas Pregap ocultas da edição japonesa |                                                |         |  |
| N.º                                                                    | Título                                         | Duração |  |
| 1.                                                                     | "Time to Dance" (demo)                         | 4:16    |  |
| 2.                                                                     | "Nails for Breakfast, Tacks for Snacks" (demo) | 3:56    |  |
| 3.                                                                     | "Camisado" (demo)                              | 3:50    |  |

| A Fever You Can't Sweat Out – Edição padrão |                                                                                             |         |  |
| N.º                                         | Título                                                                                      | Duração |  |
| 1.                                          | "Introduction" (instrumental)                                                               | 0:37    |  |
| 2.                                          | "The Only Difference Between Martyrdom and Suicide Is Press Coverage"                       | 2:57    |  |
| 3.                                          | "London Beckoned Songs About Money Written By Machines"                                     | 3:23    |  |
| 4.                                          | "Nails for Breakfast, Tacks for Snacks"                                                     | 3:24    |  |
| 5.                                          | "Camisado"                                                                                  | 3:11    |  |
| 6.                                          | "Time to Dance"                                                                             | 3:22    |  |
| 7.                                          | "Lying Is the Most Fun a Girl Can Have Without Taking Her Clothes Off"                      | 4:20    |  |
| 8.                                          | "Intermission" (instrumental)                                                               | 2:35    |  |
| 9.                                          | "But It's Better If You Do"                                                                 | 3:25    |  |
| 10.                                         | "I Write Sins Not Tragedies"                                                                | 3:06    |  |
| 11.                                         | "I Constantly Thank God for Esteban"                                                        | 3:30    |  |
| 12.                                         | "There's a Good Reason These Tables Are Numbered Honey, You Just Haven't Thought of It Yet" | 3:16    |  |
| 13.                                         | "Build God, Then We'll Talk"                                                                | 3:40    |  |
| Duração total:                              | Duração total:                                                                              | 40:15   |  |

| A Fever You Can't Sweat Out – Edição japonesa |                                               |         |  |
| N.º                                           | Título                                        | Duração |  |
| 14.                                           | "I Write Sins Not Tragedies" (Live in Denver) | 3:11    |  |
| Duração total:                                | Duração total:                                | 43:27   |  |

| A Fever You Can't Sweat Out – Edição deluxe japonesa |                                                                                     |         |  |
| N.º                                                  | Título                                                                              | Duração |  |
| 1.                                                   | "I Write Sins Not Tragedies" (videoclipe)                                           | 3:06    |  |
| 2.                                                   | "But It's Better If You Do" (videoclipe)                                            | 3:36    |  |
| 3.                                                   | "Lying Is the Most Fun a Girl Can Have Without Taking Her Clothes Off" (videoclipe) | 3:16    |  |

| A Fever You Can't Sweat Out – DVD bônus da edição deluxe |                  |         |  |
| N.º                                                      | Título           | Duração |  |
| 1.                                                       | "Live in Denver" | 72:10   |  |

## Ficha técnica
Créditos de A Fever You Can't Sweat Out adaptadas do AllMusic.

### Músicos

#### Panic! at the Disco
- Brendon Urie – vocais, guitarra rítmica, baixo, teclado, piano
- Ryan Ross – guitarra principal, teclado, sintetizadores, programação, piano, órgão, acordeão, backing vocals
- Spencer Smith – bateria, percussão, glockenspiel, pandeiro, chocalho, afoxé
- Brent Wilson – baixo (considerado)

#### Músicos adicionais
- Heather Stebbins – violoncelo, contrabaixo
- William Brousserd – trompete
- Samatha Bynes – violino

### Produção
- Alan Ferguson – fotografia
- John Janick – A&R
- UE Nastasi – masterização
- Panic! at the Disco – produção adicional
- Matt Squire – produção, engenharia, mixagem
- Pete Wentz – A&R

## Paradas e certificações

### aradas
| Paradas (2006)           | Posição |
| ------------------------ | ------- |
| GfK Entertainment Charts | 98      |
| ARIA                     | 11      |
| Ö3 Austria               | 37      |
| Ultratop Flanders        | 43      |
| Hitlisten                | 19      |
| OCC                      | 16      |
| Billboard 200            | 13      |
| IRMA                     | 59      |
| VG-lista                 | 37      |
| RMNZ                     | 7       |
| Dutch Charts             | 41      |
| OCC                      | 17      |
| Sverigetopplistan        | 26      |
| Schweizer Hitparade      | 63      |

### Certificações
| Região                | Certificação  | Unidades certificadas |
| --------------------- | ------------- | --------------------- |
| Austrália (ARIA)      | Platina       | 70.000                |
| Reino Unido (BPI)     | Platina       | 357.202               |
| Estados Unidos (RIAA) | Dupla platina | 2.000.000             |